# Обезпокоеният рибар
„Обезпокоеният рибар“ (на нидерландски: Gestoorde hengelaar) е нидерландска късометражна няма комедия от 1896 година на режисьорите Махиел Хендрикус Ладе и Йоханес Вилхелм Меркелбах с участието на известните по това време комици Лион Солсер и Пиет Хесе. Той е първият в историята на кинематографията нидерландски игрален филм.
Премиерата на филма пред публика се състои на 28 ноември 1896 година. Той е бил част от програмата на пътуващото кино на Кристиаан Слиекер, „Гранд театър Едисън“. Прожекцията се е състояла в „Парктуин Тиволи“ в Утрехт.
Кадри от филма не са достигнали до наши дни и той се смята за изгубен. Единственото, което се знае за филма е, че той е бил комедийна сценка, което става известно от рекламните плакати, разпространени от Слиекер.
Прожектирането на филма в киното на Слиекер е ставало с помощта на кинематограф, произведен в Берлин, Германия. Прожекциите са протичали под акомпанимента на музика, изсвирена на орган.